# Sophie Reynolds
Sophie Reynolds (Portland, 1999. április 2. –) amerikai színésznő.
Legismertebb alakítása Ashley Parker az Egy videójátékos majdnem mindenre jó kézikönyve című sorozatban.  A Los Angeles legjobbjai című sorozatban is szerepelt.

## Élete és pályafutása
Az Oregon állambeli Portlandben született és Vancouverben nevelkedett. Van egy bátyja. 15 évesen a családjával Los Angelesbe költözött. Három éves korától táncol. A tánctanár javaslatára kezdett színészkedni.
2015 és 2017 között az Egy videójátékos majdnem mindenre jó kézikönyve című sorozatban szerepelt. 2016-ban a Mostly Ghostly: One Night in Doom House című filmben szerepelt. 2018-ban a Youth & Consequences című sorozatban szerepelt. 2019 és 2020 között pedig a Los Angeles legjobbjai című sorozatban.

## Filmográfia

### Filmek
| Év   | Magyar cím | Eredeti cím                             | Szerep        | Magyar hang |
| ---- | ---------- | --------------------------------------- | ------------- | ----------- |
| 2016 |            | Mostly Ghostly: One Night in Doom House | Cammie Cahill |             |
| 2014 |            | Finding Oblivion                        | táncos        |             |

### Televíziós szerepek
| Év        | Magyar cím                                      | Eredeti cím                             | Szerep         | Megjegyzések                           |
| --------- | ----------------------------------------------- | --------------------------------------- | -------------- | -------------------------------------- |
| 2019      | Az Oroszlán őrség                               | The Lion Guard                          | Tazama (hang)  | 1 epizód                               |
| 2019–2020 | Los Angeles legjobbjai                          | L.A.'s Finest                           | Isabel McKenna | főszereplő magyar hangja Szabó Luca    |
| 2019      | Herceg a haverom                                | Prince of Peoria                        | Ryan Gibson    | 1 epizód                               |
| 2018      |                                                 | Youth & Consequences                    | Plain Jane     | főszereplő                             |
| 2018–2021 | Hős6os: A sorozat                               | Big Hero 6: The Series                  | Juniper (hang) | 3 epizód magyar hangja Csuha Bori      |
| 2015–2017 | Egy videójátékos majdnem mindenre jó kézikönyve | Gamer's Guide to Pretty Much Everything | Ashley Parker  | főszereplő magyar hangja Pekár Adrienn |